# غلامحسین رضوانی
غلامحسین رضوانی سیاستمدار اصولگرای ایرانی و عضو هیئت علمی دانشگاه صنعتی امیرکبیر می‌باشد. 
وی در یازدهمین انتخابات مجلس شورای اسلامی با کسب ۷۱۴ هزار ۹۳۱ رأی، توانست به عنوان نفر بیست و هشتم از حوزه انتخابیه تهران، ری، شمیرانات، اسلامشهر و پردیس از استان تهران انتخاب گردد.وی از امضا کنندگان طرح ممنوعیت مذاکره مسئولان و مقامات ایران با مقامات آمریکا بوده‌است.

## سوابق
- قائم‌مقام سازمان برنامه و بودجه دولت نهم[۵] [۶]

## انتخابات ریاست‌جمهوری ۱۴۰۳
وی در روز یکشنبه ۱۳ خرداد ۱۴۰۳ با حضور در وزارت کشور برای انتخابات ریاست‌جمهوری دوره چهاردهم ثبت‌‌نام کرد.